# Lars Nylén
För evangelisten, se Lasse Nylén
Lars Nylén, född 4 december 1947 i Häverö i  Roslagen, är en svensk jurist och ämbetsman.
Nylén är juris kandidat från Uppsala universitet, har varit länspolismästare i Uppsala län 1993-1996 och är fortfarande bosatt i Uppsala. Han var chef för rikskriminalpolisen 1996-2004 och generaldirektör i Kriminalvårdsstyrelsen (nuvarande Kriminalvården) 2004-2011.
Nylén anställdes som generaldirektör för kriminalvården efter en rad skandaler innefattande rymningar, gisslantagningar och upplopp i verket, och där tidigare generaldirektören Lena Häll Eriksson tvingats avgå.